# 30.
30. je četrto desetletje v 1. stoletju med letoma 30 in 39. 